# ألان فالنتاين
ألان فالنتاين (بالإنجليزية: Alan Valentine)‏ هو لاعب اتحاد الرغبي وكاتب أمريكي، ولد في 23 فبراير 1901 في غلين كوف في الولايات المتحدة، وتوفي في 14 يوليو 1980 في روكلاند في الولايات المتحدة.

## وصلات خارجية
- ألان فالنتاين عل موقع إسبنسكروم (الإنجليزية)
- ألان فالنتاين على موقع أوليمبيديا (الإنجليزية)